# 絆會
絆會（きずなかい、
新字体：絆会）は、兵庫県内を中心に活動し、大阪府大阪市に本部を置く指定暴力団。準構成員を含めた組員数は2024年末の時点で約140人（構成員は約60人、準構成員は約80人）。発足当初の名称は任俠団体山口組であり、旧本部事務所は兵庫県尼崎市戸ノ内町3-32-6だった（解体済み）。

## 概要
元々は六代目山口組から分裂して発足した神戸山口組の一部直系組員らにより、2017年4月30日に結成されたものである。当初は、山口組の名を冠し、人名用漢字の「俠」を用いた任俠団体山口組を名乗っていた。その後、後述の理由により同年8月9日に俗字の「侠」を用いた任侠山口組に改称。さらに2020年1月12日に山口組の名を外した現名称へ変更した。

## 来歴

### 結成当初
指定暴力団・六代目山口組では2015年（平成27年）夏に分裂が起き、一部メンバーが神戸山口組を結成。しかし、2017年（平成29年）4月30日、この神戸山口組のメンバーの一部が反旗を翻し任俠団体山口組を結成。これにより山口組を源流とする暴力団は3派に分裂することとなった。
2017年（平成29年）4月30日の決意表明と称した結成式で、組織については名目上の「組長」は置かずに、神戸山口組系列の中核団体・四代目山健組副組長（本部は神戸市中央区）の織田絆誠を代表、また、四代目真鍋組組長（本部は尼崎市戸ノ内町）の池田幸治を本部長（ナンバー2）とする組織を発表した。
暴力団対策法上、指定暴力団とする場合には「暴力団の威力を用いて資金を獲得」「構成員の一定以上に暴力団特有の犯罪歴」「組長などをトップとした階層的な暴力団特有の組織形態」の3要件が必要と規定されており、組長を置かない任侠団体山口組は暴対法逃れの組織形態になっているとの指摘があるが、警察当局は、分裂でなく内部対立状態であり、今後も神戸山口組の一部として暴対法上の規制対象になると認識している。
なお、同年5月7日には六代目山口組系淡海一家から分裂した「京滋連合」の結成式に池田幸治らが出席しており、同団体も任俠団体山口組に合流したとみられる。
同年8月9日には、組織名を任侠山口組へと改名した。改名の主な理由としては、報道機関が旧組織名である「任俠団体山口組」を報じる際に「俠」がインターネットニュースなどで正確に表記されず、「任●山口組」の後に「●は『侠』の旧字体」や「●は『侠』の右が『夾』」などの注釈付きで表記される事例が相次いだことが挙げられ、あたかも隠語のような「任●山口組」ではあまりにも体裁が悪いとして内外より不満の声が高まったためとされる。

### 織田組長襲撃から指定暴力団指定
2017年（平成29年）9月12日、神戸市長田区の路上で、代表・織田絆誠らの乗った車列が、武装した集団から銃撃された。織田は現場近くに住んでおり、自宅を出発した直後に待ち構えていた男らに襲撃された。乗車していた車両は後進（バック）走行でその場から立ち去り、織田にけがはなかったがボディーガードである組員1名（当時44歳）が射殺された。現場からは銃撃した複数の男らが逃走していたが、同月16日、兵庫県警長田警察署捜査本部は、殺人容疑で神戸山口組直系である四代目山健組傘下の組員を全国に指名手配した。
2018年（平成30年）3月22日、兵庫県公安委員会により指定暴力団に指定。同年9月、神戸地方裁判所は、任侠山口組の本部事務所としても使われていた四代目真鍋組事務所の使用を禁止する仮処分申請を認めた。組幹部が住居での利用を認めるよう不服申し立てを行ったが、大阪高裁に棄却され、3年以上立ち入れない状態が続く。2021年10月15日、尼崎東署や暴力団追放兵庫県民センターの仲介で交渉を進めていた民間事業者と売買契約が成立した。
2020年（令和2年）2月17日、兵庫県公安委員会は、名称が絆會に変更されたとして官報に公示された。理由としては名称変更によって特定抗争指定暴力団に指定された六代目山口組や神戸山口組との違いを明確にするねらいがあると見られる。
同年8月11日、若頭となっていた池田幸治が尼崎署に四代目真鍋組の解散届を提出、同組は解散し池田は翌月、六代目山口組本部を訪れ謝罪し正式に引退した。
同年8月、二代目古川組を名乗った山崎博司組長の引退に伴い山崎組長が率いた二代目古川組は尼崎睦会に改称し六代目山口組三代目弘道会傘下に移籍した。
2022年（令和4年）2月下旬、最高幹部であった三代目織田興業会長の権藤聡が大阪府警に脱退届を提出、3月2日付けで絆會を除籍処分となった。
同年9月8日、絆會の友好団体である池田組が神戸山口組と五分の親戚関係を結ぶ。これにより、神戸山口組・池田組に絆會を交えた3者で実質的な同盟関係が結ばれたと報じられた。絆會組員（2017年に射殺されたボディーガード。前述）の法事に神戸山口組の幹部が弔問に訪れるといった人的交流が見られたが、神戸山口組に対しては完全な関係修復には至らず、六代目山口組への対抗勢力として緩やかに連帯する程度に留まる。
2023年7月、国家公安委員会から大阪市中央区のビルが絆會本部事務所に認定された。
2024年（令和6年）6月7日、兵庫県警は2023年4月22日に神戸市長田区で発生したラーメン店主殺害事件に関与したとして、絆會の幹部ら5人を組織犯罪処罰法違反（組織的な殺人）の容疑で逮捕した。殺害されたラーメン店主は六代目山口組傘下の三代目弘道会系の暴力団組長57歳であった。

### 六代目山口組が抗争終結宣言
2025年4月7日午後1時、兵庫県警本部を六代目山口組の森尾卯太男本部長、津田力若頭補佐、安東美樹若頭補佐の3人が訪問し、以下の宣誓文を提出し、六代目山口組側は抗争終結を宣言した。「この度は全国の任侠団体の申し出により山口組は処分者の井上、入江、池田、岡本、宮下との抗争を終結する事にしました。尚、山健組処分者の織田とも今後一切揉める事はしません。一般の市民にはご迷惑お掛けしました。高山清司 執行部一同」。

## 本部事務所の使用差し止め請求
兵庫県尼崎市（真鍋組事務所）
2017年8月27日午前に任侠山口組が傘下組織「真鍋組」事務所（尼崎市戸ノ内町）で任侠山口組中心メンバー6人が並び、報道機関の記者らに対し、任侠山口組結成の経緯や自分たちの正当性を訴え神戸山口組を批判する記者会見を開き、任侠山口組幹部らが集まる定例会に使用。
2018年3月に兵庫県公安委員会が任侠山口組を指定暴力団として公示し、「真鍋組」事務所（尼崎市戸ノ内町）を本拠地と認定した。
2018年4月、「真鍋組」事務所の前で市民ら約350人が集まり暴力団追放を訴えたパレードを行った。
2018年6月28日午前、暴力団追放兵庫県民センターが「真鍋組」事務所使用差し止めの仮処分を神戸地方裁判所に請求した。
2018年9月、神戸地方裁判所が「真鍋組」事務所使用を差し止める仮処分を決定。その後も組員らの出入りが続き、暴力団追放兵庫県民センターは間接強制を申し立てた。
2020年10月、神戸地方裁判所は、指定暴力団絆会（旧・任侠山口組）が本部事務所（尼崎市 「真鍋組」事務所）を使うのを禁じた仮処分命令に違反した場合、1日100万円の制裁金を科すとした「間接強制」を決定。絆會側は「事務所でなく住居として使用したい」と不服申し立てを行ったが、大阪高等裁判所は地裁判断を支持し2021年3月3日付で棄却した。
2021年10月、兵庫県警や暴力団追放兵庫県民センターの仲介で「真鍋組」事務所は民間事業者へ売却された。
2021年12月、「真鍋組」事務所は解体された。
さらに、2019年10月31日、暴力団追放兵庫県民センターは、任侠山口組の会合などで使われていた二代目古川組（山崎博司組長）事務所に対し、使用差し止めを求めた仮処分申請を神戸地方裁判所に申し立てた。同年末、神戸地方裁判所が「古川組」事務所（尼崎市東難波町）の使用を差し止める仮処分を決定。2021年秋、「古川組」事務所は解体された。
大阪市中央区のビル
2018年に兵庫県尼崎市の事務所が使用差し止めの仮処分決定が出た後、絆會は大阪市に移転した。
2023年7月、大阪市中央区のビルが絆會本部事務所に認定された。
2023年11月、近隣住民らの委託を受けた大阪府暴力追放推進センターが使用差し止めを申し立て、翌12月に大阪地方裁判所が使用禁止の仮処分命令を出した。
2024年6月、六代目山口組との抗争激化から暴力団対策法に基づく特定抗争指定を受け、事務所としての使用が二重に禁止される事態になった。
2024年12月23日付で民間にビルが売却された。ビルは2011年から絆會織田絆誠会長の所有となっていたが、近隣で事業を営む男性に売却された。売却額は約6千万円とみられる。土地も民間に売却されていたと報じられた。
寝屋川市
2025年7月、国家公安委員会は、寝屋川市香里北之町にある傘下組織の建物を絆会が本部事務所として使用されていたことを認定。大阪府警察は、暴力団対策法に基づき移転先の使用を制限する仮命令を出した。